# Mleczara olbrzymia

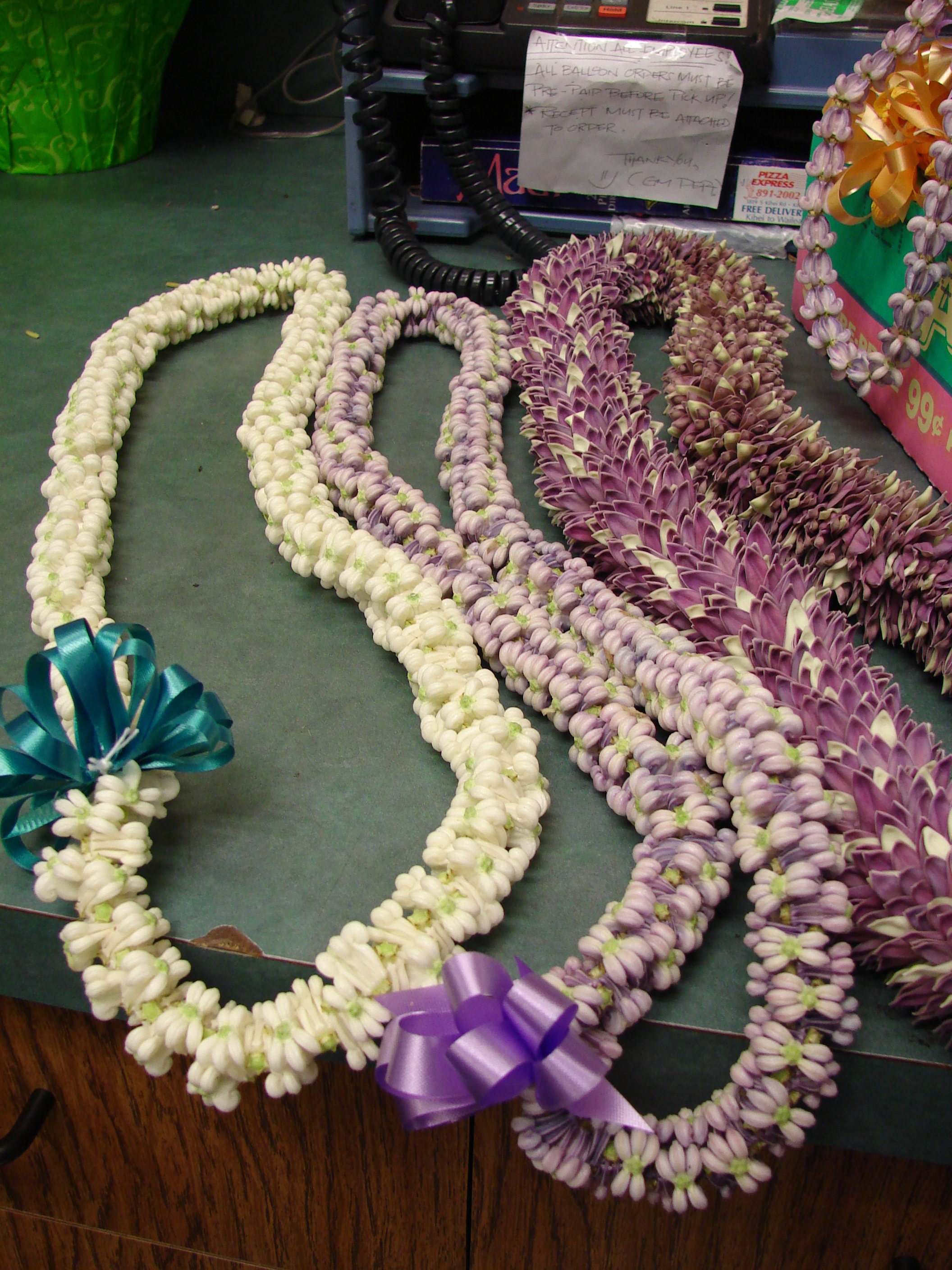
Polinezyjskie wieńce lei z kwiatów Calotropis gigantea

Mleczara olbrzymia, kalotropis olbrzymi (Calotropis gigantea) – gatunek rośliny z rodziny toinowatych, pochodzący z tropikalnych rejonów Azji: Iran, Chiny (Guangdong, Kuangsi, Syczuan, Junnan), Półwysep Indyjski, Indochiny, Malezja). Roślina zawiera trujący sok mleczny.

## Morfologia
PokrójKrzew osiągający wysokość do 5 m, rzadziej niewielkie drzewo.
LiścieNaprzeciwległe, krótkoogonkowe, eliptyczne z sercowatą nasadą o długości do 20 cm, szerokości do 12 cm. Pokryte niebieskawoszarym nalotem woskowym.
KwiatyW baldachogroniastych kwiatostanach. Kwiaty 5-krotne, barwy od kremowobiałej do jasnofioletowej. W środku pięcioboczny piramidkowaty przykoronek wysokości do 1,5 cm.
OwoceNiebieskawozielone, o długości do 10 cm, u podstawy wygięte, z licznymi nasionami, każde z pęczkiem włosków.

## Zastosowanie
- Pędy dostarczają włókien, w handlu nazywanych mudar lub yercum;
- Trujący sok mleczny ma zastosowanie w medycynie[4];
- Z suszonego soku mlecznego wytwarza się substytut gumy.
- W Azji kwiaty ofiarowuje się podczas hinduistycznych obrzędów religijnych. W Indiach roślina jest uważana za świętą. Od czasów wedyjskich związana była z kultem Słońca[5]. W czasach współczesnych związana z kultem Śiwy. Na lingamie umieszcza się liście bilwy, a na nich kwiaty kalotropisu[6];
- Ze względu na trwałość, kwiaty wykorzystywane są w Polinezji do sporządzanie girland lei.